# The American Review: A Whig Journal
The American Review (также The American Review: A Whig Journal и The American Whig Review) — ежемесячное периодическое издание, базировавшееся в Нью-Йорке и существовавшее с 1844 по 1852 год. Журнал, выпускавшийся издательством Wiley and Putnam, принадлежал и управлялся Джорджем Х. Колтоном.

## История
Первый выпуск American Review был датирован январем 1845 года, хотя, вероятно, он был опубликован ещё в октябре 1844 года. Выбор времени был неслучаен, журнал выходил в поддержку кандидата от вигов Генри Клея на президентских выборах против Джеймса Полка, которого поддерживал Democratic Review.
В декабре 1844 года Эдгар Аллан По был рекомендован Джеймсом Расселом Лоуэллом на место помощника редактора, но Колтон не взял его на работу. В мае 1846 года По написал для The Literati of New York City рецензию на произведение Колтона, опубликованное ранее в Godey’s Lady’s Book. В своём отзыве По охарактеризовал поэму Колтона «Tecumseh» как «невыносимо утомительную», но оговорился, что его журнал был одним из лучших в своём роде в Соединенных Штатах.
The American Review стало первым периодическим изданием, опубликовавшим поэму Эдгара По «Ворон» в феврале 1845 года. Поэма была напечатана под псевдонимом «Quarles». Другое известное стихотворение По, «Улялюм», также впервые появилось (анонимно) в American Review.. Среди прочих работ По, опубликованных в этом журнале, рассказы «Разговор с мумией» и «Правда о том, что случилось с мистером Вальдемаром».
Журнал закрылся в 1852 году, столкнувшись с невозможностью оплачивать труд авторов.